# Јаков Ростовски
Свети Јаков је руски светитељ и епископ ростовски. Родом је био из Ростовске области. Рано се замонашио, и убрзо је изабран за епископа Ростовског од стране митрополита Пимена и великог кнеза Димитрију Јоановичу Донском. Међутим, на том месту се задржао веома кратко. Једна жена би ухваћена у греху и Ростовски кнез и бојари осудише је на смрт. У својој невољи она прибеже к ногама Јакова ростовског, молећи га да је спасе од смрти. Свети Јаков се сажали на њу и не предаде жену осуђену на смрт да се изврши смртна казна над њом, него јој одреди нарочито место за покајање до краја њеног живота. То је разљутило кнеза ростовског и народ који због тога протера епископа Јакова.
Одлазећи из града, свети Јаков дође на обалу Ростовског језера, скиде са себе своју архијерејску мантију, положи је на воду, прекрсти се, стаде на њу и крену језером. Прешавши тако око два километра светитељ изађе на обалу на оном месту где се сада налази Јаковљевски манастир. На том месту је подигао једну колибу и живео у њој. Временом је ту окупио монашко братство и подигао келије и цркву у име зачећа свете Ане.
Мошти светог Јакова почивају у манастиру који је сам основао, који се у част њега као оснивача назива Јаковљевски.
Православна црква прославља светог Јакова 27. новембра по јулијанском календару.
Напомена: Овај чланак, или један његов део, изворно је преузет из Охридског пролога Николаја Велимировића.